# Tour della nazionale maschile di rugby a 15 dell'Argentina 2004
Il tour della Nazionale argentina di rugby a 15 si tenne tra Nuova Zelanda ed Europa tra giugno e novembre 2004; esso prevedeva tre test match, uno contro gli All Blacks a metà anno, uno contro la Francia e uno contro l'Irlanda, entrambi a novembre.
Il bilancio complessivo fu di una vittoria, contro la Francia, e due sconfitte.

## Il tour
L'incontro di metà anno si tenne ad Hamilton, sul terreno dell'unione provinciale di Waikato; nonostante la sconfitta 7-41 gli argentini furono ritenuti autori di una prova convincente, soprattutto nel secondo tempo in cui concessero solo 14 punti agli avversari.
A novembre, al Vélodrome di Marsiglia, i Pumas misero in campo una formazione che si basava in buona parte sui propri elementi militanti nel campionato francese; l'imprecisione al piede di Élissalde e Michalak costò alla Francia la prima sconfitta del 2004 (iniziato con un Sei Nazioni vinto con lo Slam), la quarta consecutiva contro l'Argentina e la prima a Marsiglia da 55 anni a quella parte.
La settimana successiva, a Dublino, i Pumas si produssero in un'altra prova ritenuta convincente: in vantaggio fin dai primi minuti con una meta di Martín Aramburú e avanti all'intervallo per 16-6, resistettero fino a un minuto dalla fine dell'incontro alla rimonta irlandese, basata solamente sui calci di Ronan O'Gara, autore dell'intero score della sua squadra, che al 79', con l'Argentina avanti 19-18, realizzò il drop che ribaltò il risultato e diede all'Irlanda la vittoria per 21-19.

## Gli incontri
| Arbitro: | Scott Young |

|                                                              |      |                     |
| 5’ Tuiali'i 21’ Umaga 23’ Rokocoko 51’ Tuitupou 67’ Muliaina | mt   | 10’ Martín Aramburú |
| 5’, 21’, 23’, 51’, 67’ Mehrtens                              | tr   | 10’ Senillosa       |
| 19’, 44’ Mehrtens                                            | c.p. |                     |

| Arbitro: | Jonathan Kaplan |

|                                 |      |                                |
| 30’ Marsh                       | mt   | 25’ Durand 79’ Hasan           |
|                                 | tr   | 25’ F. Contepomi               |
| 53’ Élissalde 64’, 74’ Michalak | c.p. | 9’, 13’, 34’, 40’ F. Contepomi |

| Arbitro: | Tony Spreadbury |

|                                |      |                                |
|                                | mt   | 5’ Martín Aramburú             |
|                                | tr   | 5’ F. Contepomi                |
| 35’, 46’, 59’, 66’, 72’ O'Gara | c.p. | 3’, 12’, 41’, 48’ F. Contepomi |
| 9’, 79’ O'Gara                 | drop |                                |